# Боровков, Орест Николаевич
Оре́ст Никола́евич Боровко́в (14 декабря 1908, г. Иваново-Вознесенск. — 14 декабря 1978, г. Кировоград, Украинская ССР) — военный лётчик, полковник, участник Великой Отечественной войны, Герой Советского Союза.

## Биография
Родился 14 декабря 1908 года в городе Иваново-Вознесенск Ивановской области в семье рабочего. Русский. Окончил семь классов и школу ФЗУ. Работал прядильщиком на ткацкой фабрике.
В 1930 году призван в ряды Красной армии. Член ВКП(б)/КПСС с 1931 года. В 1932 году окончил Серпуховскую объединённую военную авиационную школу пилотов. Продолжил службу в частях бомбардировочной авиации.
С мая по август 1938 года сражался в Китае против японских агрессоров. Командуя эскадрильей скоростных бомбардировщиков СБ, старший лейтенант О. Н. Боровков девять раз был ведущим эскадрильи и отряда. Ведомые им самолёты потопили 13 кораблей противника в нижнем течении реки Янцзы, в том числе гидроавиатранспорт с 32 истребителями. После возвращения из Китая ему было присвоено внеочередное воинское звание майор.
Указом Президиума Верховного Совета СССР от 22 февраля 1939 года за образцовое выполнение специальных заданий Правительства по укреплению оборонной мощи Советского Союза и за проявленное геройство майору Оресту Николаевичу Боровкову присвоено звание Героя Советского Союза с вручением ордена Ленина и медали «Золотая Звезда» (№ 292).
В том же, 1939 году майор О. Н. Боровков сражался в Монголии, на реке Халхин-Гол. Зимой 1939—1940 годов в должности командира бомбардировочного полка участвовал в войне с Финляндией. В 1941 окончил курсы усовершенствования командного состава при Военно-воздушной инженерной академии имени Н. Е. Жуковского.
В боях Великой Отечественной войны с июня 1941 года. С сентября 1941 при Тамбовской военной авиационной школе пилотов сформировал Тамбовский истребительный авиационный полк на самолётах Як-1, И-15 бис и И-16. Полк имел боевую задачу по прикрытию от воздушных налётов железнодорожного узла Тамбов, участков железной дороги: Тамбов — Рассказово, Тамбов — Никифоровка, Тамбов — Ржакса и завода имени Котовского (пороховой завод). Впоследствии полк переименован в 785-й истребительный авиационный полк ПВО. С 21 октября 1942 года откомандирован в распоряжение командования авиации Дальнего действия.
Был инспектором техники пилотирования 3-го дальнебомбардировочного авиационного корпуса, а затем заместителем командира 1-й гвардейской авиационной дивизии авиации дальнего действия (состоял на такой же должности после преобразования дивизии в 11-ю гвардейскую бомбардировочную авиационную дивизию). Около года О. Н. Боровков водил самолёты в глубокий тыл врага — на Берлин, Кёнигсберг и другие военно-промышленные центры Германии.
После окончания Великой Отечественной войны О. Н. Боровков находился на должности старшего инспектора военно-учебных заведений авиации дальнего действия. Был заместителем начальника управления Гражданского воздушного флота, начальником воздушно-стрелковой службы военного училища. С 1956 года полковник О. Н. Боровков — в запасе. Жил в городе Кировограде.
Скончался 14 декабря 1978 года во время празднования своего 70-летия. Похоронен в Кировограде в Пантеоне Вечной Славы.
Награждён орденом Ленина (22.02.1939), четырьмя орденами Красного Знамени  (07.04.1939, 21.09.1943, 05.04.1945, 30.12.1956) , орденом Красной Звезды  (06.11.1945), медалями.

## Память
- Памятник на могиле.